# ساليناي دي بيارن
ساليناي دي بيارن (بالفرنسية: Salies-de-Béarn)‏ هي بلدة تقع في إقليم البرانيس الأطلسية في جنوب غرب فرنسا.